# Valérie-Laure Benabou
Pour les articles homonymes, voir Benabou.
Valérie Laure Benabou, née le 11 janvier 1968 à Paris, est professeure de droit privé à l'Université de Paris-Saclay / UVSQ,  chercheuse au laboratoire sur le Droit des affaires et des nouvelles technologies (DANTE) de l'université de Versailles-Saint-Quentin-en-Yvelines dont elle fut directrice pendant huit ans. C'est une spécialiste du droit de la propriété intellectuelle et du droit du numérique. 

## Biographie
Née en janvier 1968, Valérie Laure Benabou est titulaire d'un doctorat en droit privé de l'université Panthéon-Assas (1996) et d'une agrégation du supérieur (1999). Nommée maître de conférences en 1997 à l’université de Bourgogne, elle est promue en 1999 au rang de professeur des universités à l'université Lumière-Lyon-II, puis en 2002 à l'université de Versailles-Saint-Quentin-en-Yvelines, où elle codirige le master (2e année) spécialisé en droit de la propriété intellectuelle et du numérique (PID@N). De 2016 à 2020, elle a été professeure à l'université d'Aix-Marseille où elle avait la direction du master PINTA.
Personne qualifiée au Conseil supérieur de la propriété littéraire et artistique (CSPLA), membre du Lab du Centre National de la Musique et expert auprès de l'ARCOM pour la lutte contre les fake news, Valérie Laure Benabou a également fait partie de la Commission  de réflexion de l'assemblée nationale sur le droits et les libertés à l'âge du numérique (2014-2015),  du Groupe de réflexion sur les aspects prospectifs de la propriété intellectuelle (PIETA) auprès du Commissariat général au Plan (CAS) (2004-2006), de la Commission du Conseil d’État sur Internet et les réseaux numériques (1998-1999), et du Comité de pilotage de la mission parlementaire Cohen-Le Déaut relative à l'organisation de la recherche en France (1998-1999).
Elle est  membre du Comité éditorial du JCP édition générale, de la Revue Lamy du droit de l’immatériel (RLDI), des Cahiers de la propriété intellectuelle (Montréal) ; de la revue de droit des technologies (Larcier, Bruxelles). Elle est membre de plusieurs sociétés savantes dont la European Copyright Society, l'ATRIP, l'APRAM. Elle a, pendant plus de dix ans, été  vice-présidente de l’Association française pour la protection internationale du droit d’auteur (AFPIDA) et a siégé au comité exécutif de l’Association littéraire et artistique internationale (ALAI).
Au sein du CSPLA, elle a présidé ou co-présidé plusieurs commissions spécialisées ayant donné lieu à des rapports sur des sujets variés comme les oeuvres multimédia, la mise à disposition ouverte des oeuvres de l'esprit, la liquidation judiciaire des entreprises de production audiovisuelle, le référencement des œuvres sur Internet. Elle est autrice ou co-autrice de plusieurs rapports consacrés à distribution de la musique en ligne, aux oeuvres transformatives,(2014), aux relations du droit d'auteur avec le droit des données et des contenus numériques (2018), aux dispositifs de recommandation des oeuvres audiovisuelles et musicales sur les services en ligne (déc. 2021).

## Publications
- Droit d'auteur, droits voisins et droit communautaire, Bruylant, Bruxelles, 1997, 591 p.
- La codification de la propriété intellectuelle, en collaboration avec V. Varet, La Documentation française, Paris, 1998, 216 p.
- À qui profite le clic ? avec Judith Rochfeld, Odile Jacob, Paris, 2015.

## Réception
L'ouvrage À qui profite le clic ? (paru en 2015), de même que ses écrits, notamment son rapport au CSPLA (Conseil supérieur de la propriété littéraire et artistique) en 2014 ont fait l'objet de plusieurs critiques dans des articles ou ouvrages,,,.
L'auteure est citée dans les déclarations des ministres de la culture et de la communication en 2007, 2012 et 2014.

## Distinctions
- Chevalière de l'ordre des Arts et des Lettres